# Golmar (Laracha)
Golmar (llamada oficialmente San Bieito de Golmar) es una parroquia del municipio de Laracha, en la provincia de La Coruña, Galicia, España.

## Entidades de población
Entidades de población que forman parte de la parroquia:
- A Beria
- Calvela (A Calvela)
- Fonteseca (A Fonteseca)
- Pedra (A Pedra)
- Talladas (As Talladas)
- Tabeira (A Tabeira)
- Folgueiros
- Fragoso
- Golmar
- Groba
- Iglesario (O Grixario)
- Lamas
- Ramallar (O Ramallal)
- Requesende
- Sampantayon (San Pantaión)
- Sancristobo (San Cristovo)
- Orxeiras (As Orxeiras)
- Rocha (A Rocha)
- O Acheiro.
- A Brea.
- O Campo.
- As Camposas.
- O Carballo.
- A Gouxa.
- O Regueiro.
- A Revolta.
- Ximondes.

## Demografía
| Gráfica de evolución demográfica de Golmar entre 2000 y 2018 |
|                                                              |
| Población de derecho según el padrón municipal del INE       |